# Estación de Meggen Zentrum
La estación de Meggen Zentrum es una estación ferroviaria de la comuna suiza de Meggen, en el Cantón de Lucerna.

## Historia y situación
La estación de Meggen Zentrum fue inaugurada en el año 2006 en la línea Lucerna - Immensee. El objetivo de su construcción fue el dar un mejor acceso ferroviario a Meggen, puesto que la otra estación de la localidad se encuentra más alejada del centro del núcleo urbano.
Se encuentra ubicada en el centro del núcleo urbano de Meggen. Cuenta un único andén lateral al que accede una vía pasante.
En términos ferroviarios, la estación se sitúa en la línea Lucerna - Immensee. Sus dependencias ferroviarias colaterales son la estación de Lucerna Verkehrshaus hacia Lucerna, y la estación de Meggen en dirección Immensee.

## Servicios ferroviarios
Los servicios ferroviarios de esta estación están prestados por SBB-CFF-FFS y por SOB (SudÖstBahn).

### Larga distancia
- IR Voralpen Romanshorn - Neukirch-Egnach - Muolen - Häggenschwil-Winden - Roggwil-Berg - Wittenbach - San Galo-San Fiden - San Galo - Herisau - Degersheim - Wattwil - Uznach - Schmerikon - Rapperswil - Pfäffikon - Wollerau - Biberbrugg - Arth-Goldau - Küssnacht am Rigi - Meggen Zentrum - Lucerna Verkehrshaus - Lucerna. Servicios cada hora. Operado por SOB.

### S-Bahn Lucerna
Por la estación pasa una línea de la red de trenes de cercanías S-Bahn Lucerna.
- S 3 Lucerna - Lucerna Verkehrshaus - Meggen - Küssnacht am Rigi - Arth-Goldau - Brunnen - Erstfeld.